# (You Gotta) Fight for Your Right (to Party!)
"(You Gotta) Fight for Your Right (to Party!)" (vaak afgekort tot "Fight for Your Right") is een nummer van de Amerikaanse rapformatie Beastie Boys. Het is de vierde single van het debuutalbum Licensed to Ill uit 1986. In december dat jaar werd het nummer eerst in de VS en Canada op single uitgebracht. In februari 1987 volgden Europa, Australië en Nieuw-Zeeland.

## Achtergrond
De plaat werd in een aantal landen een hit en bereikte in thuisland de VS de 7e positie in de Billboard Hot 100 en staat in de lijst "The Rock and Roll Hall of Fame's 500 Songs that Shaped Rock and Roll". In Canada werd de 7e positie bereikt, Australië de 37e, Nieuw-Zeeland de 17e, Duitsland de 25e, Ierland de 16e en in het Verenigd Koninkrijk de 11e positie in de UK Singles Chart.
In Nederland werd de plaat destijds door dj's Adam Curry en Jeroen van Inkel veel gedraaid in het zeer populaire vrijdagavondprogramma Curry en Van Inkel bij Veronica op Radio 3 en werd een hit in de destijds twee landelijke hitlijsten op de nationale publieke popzender. De plaat bereikte de 10e positie in zowel de Nederlandse Top 40 als de Nationale Hitparade Top 100. In de Europese hitlijst op Radio 3, de TROS Europarade, werd géén notering behaald.
In België bereikte de plaat de 16e positie in zowel de voorloper van de Vlaamse Ultratop 50 als de Vlaamse Radio 2 Top 30. In Wallonië werd géén notering behaald.
Het nummer is geschreven door bandlid Adam Yauch en zijn vriend Tom "Tommy Triphammer" Cushman. Het lied was bedoeld als een parodie op nummers als "Smokin' in the Boys Room" and "I Wanna Rock".
De videoclip, geregisseerd door Ric Menello en Adam Dubin, bevat cameo-optredens van Tabitha Soren, LL Cool J, leden van de punkrockband Murphy's Law en Beastie Boys-producer Rick Rubin.
Sinds de editie van december 2015 staat de plaat genoteerd in de jaarlijkse NPO Radio 2 Top 2000 van de Nederlandse publieke radiozender NPO Radio 2, met als hoogste notering een 1331e positie in  2015.

## Fight for Your Right Revisited
In 2011 schreef en regisseerde Adam Yauch een korte, komische film getiteld Fight for Your Right Revisited. Hiermee werd de 25e verjaardag van het nummer onder de aandacht gebracht.
In deze film spelen veel bekende sterren een rol, waaronder Seth Rogen, Elijah Wood, Danny McBride, John C. Reilly, Will Ferrell en Jack Black.
Cameo's waren er voor Stanley Tucci, Susan Sarandon, Steve Buscemi, Alicia Silverstone, Laura Dern, Shannyn Sossamon, Kirsten Dunst, Ted Danson, Rashida Jones, Jason Schwartzman, Rainn Wilson, Amy Poehler, Mary Steenburgen, Will Arnett, Adam Scott, Chloë Sevigny, Maya Rudolph, David Cross, Orlando Bloom en Martin Starr.

## NPO Radio 2 Top 2000
| Nummer met noteringen in de NPO Radio 2 Top 2000 | '15  | '16  | '17  | '18  | '19  | '20  | '21  | '22  | '23  | '24  |
| ------------------------------------------------ | ---- | ---- | ---- | ---- | ---- | ---- | ---- | ---- | ---- | ---- |
| (You Gotta) Fight for Your Right                 | 1331 | 1956 | 1941 | 1479 | 1607 | 1434 | 1406 | 1639 | 1661 | 1818 |

1. ↑  Een vetgedrukt getal geeft de hoogste notering aan.
2. ↑  2015 was het eerste jaar met een notering voor dit nummer.